# Antigo Colégio de São Ildefonso
O Antigo Colégio de São Ildefonso se encontra na Cidade do México, na Rua de Justo Sierra 16. Foi fundado pelos jesuítas em 1588, como seminário onde residiam os estudantes da Congregação e se converteu em uma das instituições educativas mais importantes da Nova Espanha.

## História
Em 1618 começou a funcionar sobre o Patronato Real outorgado por Filipe III de Espanha, chamando-se então Real e Antigo Colégio de São Ildefonso.
O imóvel que hoje conhecemos foi reedificado a princípios do século XVIII e é considerado um dos exemplos mais sobressalentes da arquitetura civil da Cidade do México.
Depois da expulsão dos jesuítas em 1767, decretada pelo Rei Carlos III, o edifício teve as mais diversas funções:
- Quartel de um Batalhão do Regimento de Flandes.
- Colégio administrado pelo governo vice-reinal e dirigido pelo clero secular .
- Sede temporal da Escola Nacional de Jurisprudência .
- Sede temporal de algumas cátedras da Escola de Medicina.
- Quartel das tropas norte-americanas em 1847.
- Quartel das tropas francesas em 1862.
- Sede da Escola Nacional Preparatória depois da reforma educativa de 1867 (promovida por Benito Juárez). Em 1910, a Escola Nacional Preparatória passou a formar parte da Universidade Nacional fundada por Justo Sierra, com o qual, o Colégio continuou abrigando as várias gerações de intelectuais durante quase seis décadas, até 1978, em que deixou de ser sede do plantel nº 1 da Escola Nacional Preparatória.

## Atualidade
Desde 1978 a 1992 permaneceu fechado ao público, então foi restaurado para abrigar a exposição México: Esplendor de 30 séculos. 
Atualmente é um recinto do patrimônio universitário e funciona como sede para exposições temporais. Desde 1992, o administra um mandato tripartia integrado pela Universidad Nacional Autónoma de México (UNAM), o Conselho Nacional para a Cultura e as Artes (CONACULTA) e o Governo do Distrito Federal.